# Rhyssemus interruptus
Rhyssemus interruptus är en skalbaggsart som beskrevs av Edmund Reitter 1892. Rhyssemus interruptus ingår i släktet Rhyssemus och familjen Aphodiidae. Inga underarter finns listade i Catalogue of Life.